# Eutoea contigaria
Eutoea contigaria là một loài bướm đêm trong họ Geometridae.